# Кэздан, Лоуренс
Лоуренс Кэздан (англ. Lawrence Kasdan; род. 14 января 1949, Майами, Флорида, США) — американский сценарист, режиссёр и продюсер, обладатель премии «Сатурн» за лучший сценарий к фильму «Индиана Джонс: В поисках утраченного ковчега».

## Биография
Родился 14 января 1949 года в Майами, Флорида, в семье Сильвии Кэздан (Sylvia Kasdan; в девичестве Ландау) и Кларенса Кэздана (Clarence Kasdan). Детство прошло в Западной Виргинии, где в 1966 году окончил среднюю школу.
Учился в Мичиганскиом университете, который окончил со степенью магистра в области образования и изначально планировал карьеру в качестве преподавателя английского языка, но работу по специальности не нашёл и пять лет работал рекламным копирайтером.
В кинобизнес Кэздан попал в середине 1970-х, когда продал сценарий к фильму «Телохранитель» компании Warner Bros., первоначально главные роли предназначались Дайане Росс и Стиву МакКуину, но картина более 15 лет находилась в «разработческом аду» и наконец вышла на экраны в 1992 году с Уитни Хьюстон и Кевином Костнером в главных ролях.
В 1978 году Джордж Лукас пригласил Кэздана написать сценарий для фильма «Индиана Джонс: В поисках утраченного ковчега» (основанный на сюжете, написанном самим Лукасом и Филипом Кауфманом), а также помочь доработать собственный сценарий Лукаса к пятому эпизоду «Звёздных войн».
Как режиссёр, Кэздан дебютировал в кино в 1981 году с эротическим триллером «Жар тела», который был очень высоко оценён критикой. Потом был режиссёром и сценаристом таких известных фильмов как «Большое разочарование» (1983), «Турист поневоле» (1988) и «Большой каньон» (1991), за эти фильмы был номинирован на «Оскар» как лучший сценарист, а фильм «Большой каньон» получил «Золотого медведя» — высшую награду Берлинского международного кинофестиваля.
Более поздние фильмы Кэздана, однако, уже не имели такой хорошей репутации, получая смешанные или отрицательные отзывы и проваливались в прокате. Наиболее известными критическими и коммерческими неудачами режиссёра являются «Уайетт Эрп» (1994) и «Ловец снов» (2003).

## Семья
С 28 ноября 1971 года женат на Мэг Кэздан (соавтор сценариев к фильмам мужа: «Большой каньон» и «Самый близкий друг», а также музыкальный редактор фильма «Большое разочарование»).
- Дети: Джейк Кэздан (род. 28 октября 1974) — сценарист и режиссёр (реж. работы: «Страна чудаков» (2001), «Очень плохая училка» (2011) и других) и Джон Кэздан режиссёр и сценарист фильма «В стране женщин» (2007). Сыновья также играли эпизодические роли в фильмах отца («Большое разочарование», «Сильверадо», «Турист поневоле» и другие.

У Лоуренса есть брат Марк Кэздан, вместе с которым написали сценарий к фильму «Сильверадо».

## Фильмография

### Режиссёр, сценарист и продюсер
| Год(ы)  | Фильм                                                   | Режиссёр | Сценарист | Продюсер       | Примечания                                                                         |
| ------- | ------------------------------------------------------- | -------- | --------- | -------------- | ---------------------------------------------------------------------------------- |
| 1980    | Звёздные войны. Эпизод V: Империя наносит ответный удар | Нет      | Да        | Нет            |                                                                                    |
| 1981    | Индиана Джонс: В поисках утраченного ковчега            | Нет      | Да        | Нет            |                                                                                    |
| 1981    | Жар тела                                                | Да       | Да        | Нет            |                                                                                    |
| 1981    | Континентальный водораздел                              | Нет      | Да        | Нет            |                                                                                    |
| 1983    | Звёздные войны. Эпизод VI: Возвращение джедая           | Нет      | Да        | Нет            |                                                                                    |
| 1983    | Большое разочарование                                   | Да       | Да        | Исполнительный |                                                                                    |
| 1985    | Сильверадо                                              | Да       | Да        | Да             |                                                                                    |
| 1987    | От всего сердца                                         | Нет      | Нет       | Да             |                                                                                    |
| 1988    | Турист поневоле                                         | Да       | Да        | Да             |                                                                                    |
| 1989    | Узы родства                                             | Нет      | Нет       | Исполнительный |                                                                                    |
| 1990    | Я люблю тебя до смерти                                  | Да       | Нет       | Нет            |                                                                                    |
| 1991    | Танец на могиле                                         | Нет      | Нет       | Исполнительный |                                                                                    |
| 1991    | Большой каньон                                          | Да       | Да        | Да             |                                                                                    |
| 1992    | Телохранитель                                           | Нет      | Да        | Да             |                                                                                    |
| 1994    | Уайетт Эрп                                              | Да       | Да        | Да             |                                                                                    |
| 1995    | Французский поцелуй                                     | Да       | Нет       | Нет            |                                                                                    |
| 1998    | Вот такие пироги                                        | Нет      | Нет       | Да             |                                                                                    |
| 1999    | Доктор Мамфорд                                          | Да       | Да        | Да             |                                                                                    |
| 2003    | Ловец снов                                              | Да       | Да        | Да             |                                                                                    |
| 2006    | Телевизор                                               | Нет      | Нет       | Исполнительный |                                                                                    |
| 2007    | В стране женщин                                         | Нет      | Нет       | Исполнительный |                                                                                    |
| 2012    | Самый близкий друг                                      | Да       | Да        | Да             |                                                                                    |
| 2015    | Звёздные войны. Эпизод VII: Пробуждение силы            | Нет      | Да        | Нет            | Также креативный консультант                                                       |
| 2018    | Хан Соло. Звёздные войны: Истории                       | Нет      | Да        | Исполнительный |                                                                                    |
| 2019    | На прошлой неделе у Эддa                                | Да       | Нет       | Да             | Документальный короткометражный фильм                                              |
| 2022-25 | Свет и магия                                            | Да       | Нет       | Исполнительный | Документальный сериал Режиссёр 6-ти эпизодов Исполнительный продюсер 9-ти эпизодов |
| TBA     | Ноябрьская дорога                                       | Да       | Да        | Да             |                                                                                    |
| TBA     | Безымянный документальный фильм про Мо Остина           | Да       | TBA       | TBA            | Документальный фильм                                                               |

Также Кэздан написал раннюю версию сценария для фильма Битва титанов (2010), однако его работа была впоследствии серьёзно переписана следующими сценаристами, поэтому в титры финального фильма его имя не попало.  

### Актёр
| Год  | Фильм                  | Камео               |
| ---- | ---------------------- | ------------------- |
| 1985 | В ночи                 | Детектив # 2        |
| 1990 | Я люблю тебя до смерти | Aдвокат Зево        |
| 1991 | Большой каньон         | Владелец кинотеатра |
| 1994 | Уайетт Эрп             | Aзартный игрок      |
| 1997 | Лучше не бывает        | Доктор Грин         |
| 2012 | Самый близкий друг     | Человек на улице    |

## Награды и номинации
| Категория                                             | Год     | Фильм                                                     | Итог      |
| «Оскар»                                               | «Оскар» | «Оскар»                                                   | «Оскар»   |
| ----------------------------------------------------- | ------- | --------------------------------------------------------- | --------- |
| Лучший оригинальный сценарий                          | 1984    | • Большое разочарование                                   | Номинация |
| Лучший фильм                                          | 1989    | • Турист поневоле                                         | Номинация |
| Лучший адаптированный сценарий                        | 1989    | • Турист поневоле                                         | Номинация |
| Лучший оригинальный сценарий                          | 1992    | • Большой каньон                                          | Номинация |
| «Золотой глобус»                                      |         |                                                           |           |
| Лучший сценарий                                       | 1984    | • Большое разочарование                                   | Номинация |
| Лучший сценарий                                       | 1992    | • Большой каньон                                          | Номинация |
| BAFTA                                                 |         |                                                           |           |
| Лучший оригинальный сценарий                          | 1985    | • Большое разочарование                                   | Номинация |
| Лучший адаптированный сценарий                        | 1990    | • Турист поневоле                                         | Номинация |
| «Сатурн»                                              |         |                                                           |           |
| Лучший сценарий                                       | 1981    | • Звёздные войны. Эпизод V: Империя наносит ответный удар | Номинация |
| Лучший сценарий                                       | 1982    | • Индиана Джонс: В поисках утраченного ковчега            | Награда   |
| Лучший сценарий                                       | 1984    | • Звёздные войны. Эпизод VI: Возвращение джедая           | Номинация |
| Премия Гильдии сценаристов США                        |         |                                                           |           |
| Best Comedy Adapted from Another Medium               | 1981    | • Звёздные войны. Эпизод V: Империя наносит ответный удар | Номинация |
| Best Drama Written Directly for the Screen            | 1982    | • Жар тела                                                | Номинация |
| Best Comedy Written Directly for the Screen           | 1982    | • Индиана Джонс: В поисках утраченного ковчега            | Номинация |
| Best Comedy Written Directly for the Screen           | 1984    | • Большое разочарование                                   | Награда   |
| Best Screenplay Based on Material from Another Medium | 1989    | • Турист поневоле                                         | Номинация |
| Best Screenplay Written Directly for the Screen       | 1992    | • Большой каньон                                          | Номинация |
| Laurel Award for Screen Writing Achievement           | 2006    |                                                           | Награда   |
| Премия Эдгара Аллана По                               |         |                                                           |           |
| Лучший кинофильм                                      | 1982    | • Жар тела                                                | Номинация |
| Международный кинофестиваль в Торонто                 |         |                                                           |           |
| Приз зрительских симпатий                             | 1983    | • Большое разочарование                                   | Награда   |
| Премия Гильдии режиссёров Америки                     |         |                                                           |           |
| Лучшие режиссёрские достижения в кинофильмах          | 1984    | • Большое разочарование                                   | Номинация |
| Венецианский кинофестиваль                            |         |                                                           |           |
| Young Venice Award — Special Mention                  | 1985    | • Сильверадо                                              | Награда   |
| Московский международный кинофестиваль                |         |                                                           |           |
| Золотой Святой Георгий                                | 1989    | • Турист поневоле                                         | Номинация |
| USC Scripter Award                                    |         |                                                           |           |
|                                                       | 1990    | • Турист поневоле                                         | Награда   |
| ShoWest Convention                                    |         |                                                           |           |
| Режиссёр года                                         | 1992    |                                                           | Награда   |
| Берлинский международный кинофестиваль                |         |                                                           |           |
| Золотой медведь                                       | 1992    | • Большой каньон                                          | Награда   |
| Western Writers of America (Spur Award)               |         |                                                           |           |
| Лучший драматический сценарий                         | 1995    | • Уайетт Эрп                                              | Награда   |
| Международный кинофестиваль в Сан-Себастьяне          |         |                                                           |           |
| CEC Award for Best Screenplay                         | 1999    | • Доктор Мамфорд                                          | Награда   |
| Золотая раковина                                      | 1999    | • Доктор Мамфорд                                          | Номинация |
| Austin Film Festival                                  |         |                                                           |           |
| Distinguished Screenwriter Award                      | 2001    |                                                           | Награда   |
| Casting Society of America                            |         |                                                           |           |
| Career Achievement Award                              | 2006    |                                                           | Награда   |
| «Золотая малина» (антипремия)                         |         |                                                           |           |
| Худший сценарий                                       | 1993    | • Телохранитель                                           | Номинация |
| Худший фильм                                          | 1993    | • Телохранитель                                           | Номинация |
| Худший фильм                                          | 1995    | • Уайетт Эрп                                              | Номинация |
| Худший режиссёр                                       | 1995    | • Уайетт Эрп                                              | Номинация |
| Худший римейк или сиквел                              | 1995    | • Уайетт Эрп                                              | Награда   |